# Babas bilar
Babas bilar är en svensk långfilm från 2006 i regi av Rafael Edholm.

## Handling
Jojo använder hushållspengarna för att köpa ny växellåda till sin Cadillac. För att tjäna pengar måste han jobba hos sin svärfar Baba som är bilhandlare. 

## Om filmen
Filmen är inspelad kring Kiruna mellan den 9 mars och 29 april 2005.

## Skådespelare (urval)
- Andreas Wilson - Jojo
- Sara Sommerfeld - Anso
- Hassan Brijany - Baba
- Georgi Staykov - Ivan
- Jarmo Mäkinen - Penti
- Joakim Andersson - Jens
- Conny Ceder - Nikolaj
- Rogelio de Badajoz Duran - Arturo
- Per Christian Ellefsen - Norrmannen
- Göran Forsmark - Bror
- Peter Franzén - Pekka
- Hayes Jemide - Mannen utan huvud
- Hannu Kiviaho - Pasi
- Laura Malmivaara - Elena
- Sylvia Rauan - Norsk polis